# Idioma mbowe
Mbowe (Esimbowe) es una lengua bantú de Zambia.
Maho (2009) enumera K.321 Mbume y K.322 Liyuwa como idiomas distintos pero estrechamente relacionados. Mbowe alguna vez había sido clasificado como un dialecto de la lengua divergente Luyana.